# 人畜共通傳染病
人畜共通傳染病或人畜共通病，又称人兽共患病、人畜共患病，指任何可以經由動物傳染給人或由人傳染給動物的傳染病。它們透過人畜之間直接傳播，或是藉由病媒傳播（例如蚊子），將病原體帶入另外一個生物體上，而這些病原體包括细菌、病毒、支原体、衣原体、螺旋体、立克次体、真菌、原生动物和内外寄生虫等。
现代人类的新发传染病中, 有60.3%是人兽共患病, 其中71.8%源于野生动物。當人体内的病原体传播给人类以外的动物的時候又被稱為反向人畜共患病。這一類傳染病當中有許多會造成患者嚴重的生理變化。保護醫學（conservation medicine）則是一門，整合醫學、獸醫學、環境科學的跨領域學科，與此類疾病之研究息息相關。
术语 zoonosis 源自古希腊语，ζῷον（zôion，animal）动物之义，加上 νόσος （nósos，disease）疾病之义。

## 歷史
多數人類史前史都經歷採集漁獵（hunter-gatherers）的過程，這些部落個體數少，也少和其他聚落接觸，因此建基於缺乏相對應免疫力的流行病或大流行病，就會在部落交流或戰爭發生時造成悲劇。就生物學的觀點，為了延續後代生存，生物性的病原必須演化成慢性感染症，與宿主共存較長的時間，或是在自然界有人類以外的儲存宿主（reservoir）以利其他動物經過時藉機傳播開來，但事實上有些疾病對人類而言只是偶然不幸，而人類在某些情況下僅是終端宿主（dead-end host），亦即病原體進入人體後，或可完成繁衍，或無法走過完整的生活史而存於體內，卻無法再傳染給其他個體，這類情況發生在如狂犬病、炭疽、兔熱症、西尼羅河病毒等等疾病，因此可推論，有些疾病僅在人類與動物之間共通，卻不成為流行病。
許多疾病，甚至包括流行病，都起於人畜共通的特性，要分別哪些疾病從動物傳演化成可以感染人類並不簡單，但有證據顯示麻疹、天花、流行性感冒、白喉等皆是如此。而愛滋病、感冒和結核也都來自人類以外的物種。今日人畜通病已在國際間引起密切關注，因為它們通常是過去未被發現的疾病，或是毒力在演化過程中增強，或偶然傳入不具對抗該疾病之免疫力的族群或物種，主要產生感染物種範圍變化的因素為人與野生物種的接觸。
1918年，流行性感冒病毒的一支，因遺傳物質不穩定的特性不斷變異、重組基因，終於引發全球西班牙流行性感冒，造成大量人口死亡。
1999年，西尼羅河病毒由非洲傳入美國紐約市，在3年內散布到全美國內。
1999年，馬來半島爆發立百病毒，乃是起於豬圈受到野生蝙蝠攜帶的病毒影響，並在豬隻體內繼續變化，由於豬隻在遺傳學中的地位與人類更接近，終於感染了當地農民，並造成105人死亡。
2002年，中國廣東爆發非典型肺炎，今日稱SARS，乃是由蝙蝠经过野味果子狸傳入人類物種。
21世紀初許多科學家更擔心禽流感會透過變異影響人類，卻因人類族群多無相對應的抵禦能力，而可能成為人類的浩劫。由於禽流感可以感染豬隻和鳥類，若目前已存在之人豬共通流感病毒和禽流感病毒同時感染一隻豬，並且交換病毒組成，將有機會使原本不具感染人類能力的病毒，成為人類的威脅。
必須特別注意的是，有些疾病如瘧疾、血吸蟲病、河盲症和象皮病，雖能透過昆蟲或利用中間宿主作為載體傳給人類，卻「不是」人畜共通病，因為它們要必須仰賴人類才能完成生活史中的一部分，這些情況多發生在某些寄生蟲病。

## 部份共通病列表
這份列表並未網羅所有人畜共通病，僅供重要或常見之人畜共通病的概觀參考用途。

### 病毒
- A型流行性感冒（bird flu）
- Lábrea熱
- SARS
- 立百病毒Nipah virus
- 伊波拉出血熱
- 克里米亞－剛果出血熱Crimean-Congo hemorrhagic feverCCHF
- 狂犬病
- 委內瑞拉出血熱Venezuelan hemorrhagic fever
- 拉薩熱
- 玻利維亞出血熱Bolivian hemorrhagic fever
- 玻那病毒Borna virusinfection
- 馬爾堡病毒
- 裂谷熱Rift Valley fever
- 奧羅普切病毒Oropouche fever
- 猿猴B病毒Monkey B virus
- 韓國出血熱Korean hemorrhagic fever
- 猴痘

### 立克次體
- Q熱Q fever
- 洛磯山斑點熱
- 斑疹傷寒和其他立克次體病症

### 螺旋體
- 萊姆病
- 鉤端螺旋體病 Leptospirosis

### 細菌
- 布魯氏桿菌病 Brucellosis
- 抗藥性金黃色葡萄球菌
- 李斯特菌 Listeriosis
- 沙門氏菌 Salmonellosis
- 兔熱症 tularemia
- 炭疽病
- 淋巴鼠疫
- 鼠咬熱 Soduku
- 鼻疽病 glanders
- 彎曲桿菌 Campylobacteriosis
- 鸚鵡熱（psitacosis）飼鳥病 Ornithosis

### 寄生蟲
- 弓型蟲感染症 Toxoplasmosis
- 內臟幼蟲移行症 Visceral larval migrans
- 包蟲病 Echinococcosis
- 利什曼原蟲症 Leishmaniasis
- 表皮幼蟲移行症Cutaneous larval migrans
- 查格斯氏病 Chagas disease
- 旋毛蟲病
- 眼幼蟲移行症 Ocular larval migrans
- 錢癬 Ringworm（Tinea canis, mainly）

### 引用
1. ↑  . 樂詞網. 國家教育研究院 （中文（臺灣））.
2. ↑  . 樂詞網. 國家教育研究院 （中文（臺灣））.
3. ↑  . 术语在线. 全国科学技术名词审定委员会. （简体中文）
4. ↑  . 术语在线. 全国科学技术名词审定委员会. （简体中文）
5. ↑  Jones, Kate E.; Patel, Nikkita G.; Levy, Marc A.; Storeygard, Adam; Balk, Deborah; Gittleman, John L.; Daszak, Peter. . Nature. 2008-02, 451 (7181): 990–993. doi:10.1038/nature06536.
6. ↑  Hubálek Z. . Emerging Infectious Diseases. March 2003, 9 (3): 403–4. PMC 2958532 . PMID 12643844. doi:10.3201/eid0903.020208.
7. ↑  Daszak, P., Cunningham, A.A., Hyatt, A.D. . Acta Trop. 2001, 78 (2): 103–116.
8. ↑  Field, H., Young, P., Yob, J. M., Mills, J., Hall, L., Mackenzie, J. . Microbes and Infection. 2001, 3: 307–314.

## 外部連結
- （英文） Murphy, F.A. Emerging Zoonoses （页面存档备份，存于）. Emerging Infectious Diseases, 4（3）, 1998.
- （英文） 紐西蘭人畜共通病研究
- （德文） http://www.medical-microbiology.de/Dateien/zoo_eng.html （页面存档备份，存于）